# Erannis unistrigaria
Erannis unistrigaria là một loài bướm đêm trong họ Geometridae.